# لندن گزت
لندن گزت (انگلیسی: The London Gazette) روزنامه‌ای است که در سال ۱۶۶۵ در آکسفورد با عنوان آکسفورد گزت (Oxford Gazette) در بریتانیا منتشر می‌شد. دربار چارلز دوم انگلستان از ترس طاعون در آکسفورد مستقر شده بود اما وقتی دربار به پایتخت بازگشت، نام این روزنامه به لندن گزت تغییر داده شد.